# Мухаммед ибн Абдул-Карим аль-Иса
Муха́ммед ибн Абду́л-Кари́м аль-И́са (араб. محمد بن عبد الكريم العيسى‎; род. 9 июня 1965, Эр-Рияд, 
Саудовская Аравия) — саудовский религиозный и политический деятель. Генеральный секретарь Всемирной исламской лиги с 12 августа 2016 года. До этого занимал пост министра юстиции Саудовской Аравии с 2009 по 2015 год.
До воссоздания Совета министров Саудовской Аравии в 2015 году был издан королевский указ о назначении его советником при королевской канцелярии в ранге министра. Затем он был назначен генеральным секретарём Всемирной исламской лиги, сменив на этом посту доктора Абдуллаха ибн Абдул-Мухсина ат-Турки.

## Биография
Родился 9 июня 1965 года в Эр-Рияде (Саудовская Аравия). Получил степень бакалавра сравнительного исламского правоведения Исламского университета имама Мухаммада ибн Сауда.